# DDR-Oberliga 1982/83 (Badminton)
Die DDR-Oberliga im Badminton war in der Saison 1982/83 die höchste Mannschaftsspielklasse der in der DDR Federball genannten Sportart. Es war die 24. Austragung dieser Mannschaftsmeisterschaft.

## Endstand
| Platz | Mannschaft |
| ----- | --- |
| 1.    | Einheit Greifswald (Erfried Michalowsky, Edgar Michalowski, Norbert Michalowsky, Thomas Mundt, Uwe Kämmer, Klaus Müller, Birgit Kämmer, Ilona Ryk)                                      |
| 2.    | HSG Lok HfV Dresden (Andreas Benz, Claus Cassens, Joachim Völker, Steffen Körbitz, Michael Huber, Dieter Krompaß, Hans Sossna, Monika Cassens, Dagmar Friedrich)                        |
| 3.    | Fortschritt Tröbitz (Joachim Schimpke, Roland Riese, Frank-Thomas Seyfarth, Thomas Dittrich, Harald Richter, René Born, Christine Ober, Carmen Ober, Annemarie Seemann, Petra Schubert) |
| 4.    | HSG DHfK Leipzig (Jens Scheithauer, Gerd Pigola, Volker Herbst, Manfred Blauhut, Karl-Hans Pezold, Christel Sommer, Ina Ulrich)                                                         |